# Club de floorball orléanais
 (Mai 2025).
Motif : Travail inédit / sources locales
- Archive Wikiwix
- Bing
- Cairn
- DuckDuckGo
- E. Universalis
- Gallica
- Google
- G. Books
- G. News
- G. Scholar
- Persée
- Qwant
- (zh) Baidu
- (ru) Yandex
- (wd) trouver des œuvres sur Wikidata

| 1. | Préciser le motif de la pose du bandeau. | Précisez le motif de la pose du bandeau en utilisant la syntaxe suivante : {{admissibilité à vérifier\|date=mai 2025\|motif=remplacez ce texte par le motif}}                                    |
| 2. | Informer les utilisateurs concernés.     | Pensez à avertir le créateur de l'article, par exemple, en insérant le code ci-dessous sur sa page de discussion : {{subst:avertissement admissibilité à vérifier\|Club de floorball orléanais}} |

 (juillet 2016).
Si vous disposez d'ouvrages ou d'articles de référence ou si vous connaissez des sites web de qualité traitant du thème abordé ici, merci de compléter l'article en donnant les références utiles à sa vérifiabilité et en les liant à la section « Notes et références ».

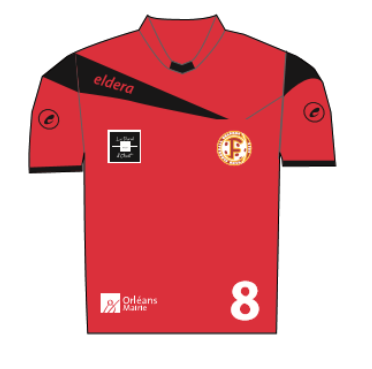
Maillot domicile

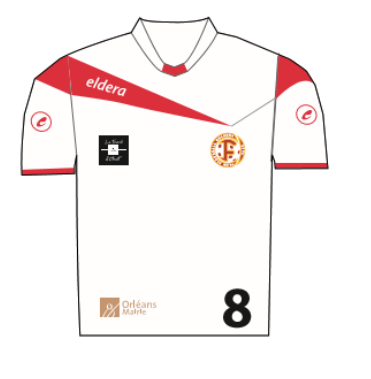
Maillot extérieur

Le club de floorball orléanais (CFO) est un club de floorball français fondé en 2004, basé à Orléans dans le département du Loiret et la région Centre-Val de Loire. Les Gladiateurs d'Orléans, équipe mixte et historique du club, évoluent actuellement en championnat de France Nationale 2 (deuxième échelon). 10 ans après la création du club, la saison 2013-2014 voit apparaître l'école de floorball du CFO.

## Présentation
Le club de floorball orléanais (CFO) a été créé en 2004. Les Gladiateurs se qualifient pour les séries éliminatoires lors des deux premières éditions du championnat de division 2 (2008-2009 et 2009-2010).
Début février 2012, grâce à leur victoire 3-1 en finale contre les Canonniers de Nantes, les Gladiateurs remportent le premier tournoi des Panthères de Rennes. Il s'agit du premier trophée de l'histoire du club.
En septembre 2012, le CFO voit l'apparition d'un créneau officiel "loisirs" et d'une section féminine, disposant également de son propre créneau d'entrainement et dont les joueuses peuvent participer au championnat de France féminin avec l'équipe des Atlantics. En mai 2015, ces dernières ont été sacrées championnes de France ! 
Chaque année le club mesure l'engouement des enfants pour notre sport[style à revoir]. La création d'une école de floorball devient un projet majeur pour le club. Ce projet se concrétisera ainsi 10 ans après la création du CFO lors de la saison 2013-2014. Grande fierté du club, chaque semaine, des Gladiateurs bénévoles accueillent et entraînent dans cette école de floorball les mini-Glads à partir de 5 ans, répartis par âge dans 2 sections.

## Effectif 2019-2020
Licenciés du CFO ayant participé aux matchs officiels ou aux matchs amicaux sous les couleurs des Gladiateurs.
| No      | Nom                | Poste            | Nationalité   |
| ------- | ------------------ | ---------------- | ------------- |
| 82      | François Denance   | Gardien          | France        |
| 10 C    | Grégory Morchoisne | Défenseur        | France        |
| 14      | Pierre Duffault    | Défenseur        | France        |
| 20      | Ludovic Cottenot   | Centre           | France        |
| 58      | Nicolas Cabaret    | Centre           | France        |
| 57      | André Ferreira     | Centre           | Portugal      |
| 63      | Mathieu Şişu-Lacam | Centre           | France        |
| 15      | Baptiste Cottenot  | Ailier           | France        |
| 22      | Elliot Gamache     | Ailier           | Canada France |
| 22 / 57 | Fabrice Sauval     | Ailier / Gardien | France        |
| 69      | Laurent Benatier   | Ailier           | France        |
| 76      | Jason Bougard      | Ailier           | France        |

## Résultats du club

### Championnat de France
| Saison    | Division                           | Classement final     |
| --------- | ---------------------------------- | -------------------- |
| 2019-2020 | Nationale 2 Playoffs (11 équipe)   | Non joués (Covid-19) |
| 2019-2020 | Nationale 2 Conférence Ouest       | 1er                  |
| 2018-2019 | Nationale 2 Playoffs (12 équipes)  | 5e                   |
| 2018-2019 | Nationale 2 Conférence Nord        | 3e                   |
| 2017-2018 | Nationale 2 Playdowns (12 équipes) | 10e                  |
| 2017-2018 | Nationale 2 Conférence Sud         | 6e                   |
| 2016-2017 | D2 Playoffs (30 équipes)           | 5e                   |
| 2016-2017 | D2 Poule Centre                    | 3e                   |
| 2015-2016 | D2 Playoffs (28 équipes)           | 3e                   |
| 2015-2016 | D2 Poule A (Ouest)                 | 2e                   |
| 2014-2015 | D2 Playoffs (26 équipes)           | 5e                   |
| 2014-2015 | D2 Poule C (Centre/Sud Ouest)      | 2e                   |
| 2013-2014 | D2 Playoffs (24 équipes)           | 3e                   |
| 2013-2014 | D2 Poule C (Centre/Sud)            | 1er                  |
| 2012-2013 | D2 Poule B (Nord)                  | 4e                   |
| 2011-2012 | D2 Conference A                    | 3e                   |
| 2010-2011 | D2 Poule NO                        | 6e                   |
| 2009-2010 | D2 (9 équipes)                     | 4e                   |
| 2008-2009 | D2 (10 équipes)                    | 4e                   |
| 2007-2008 | D1 (10 équipes)                    | 6e                   |
| 2006-2007 | D1 (9 équipes)                     | 8e                   |
| 2005-2006 | D1 (6 équipes)                     | 6e                   |
| 2004-2005 | D1 (4 équipes)                     | 4e                   |

### Tournois amicaux
| Date           | Tournoi                       | Lieu           | Nb d'équipes    | Class. final     |
| -------------- | ----------------------------- | -------------- | --------------- | ---------------- |
| Septembre 2019 | Floorball Inside Summer Tours | Tours          | 10              | 5e               |
| Août 2018      | Floorball Inside Summer Tours | Tours          | 7               | 4e               |
| Septembre 2017 | Floorball Inside Summer Tours | Tours          | 6               | 2e               |
| Juillet 2017   | Orleans Floorball Festival    | Orleans        | 6               | 3e               |
| Août 2016      | Floorball Inside Summer Tours | Tours          | 10              | 3e               |
| Août 2015      | Floorball Inside Summer Tours | Tours          | 7               | 2e               |
| Juillet 2015   | Orleans Floorball Festival    | Orleans        | 10              | 9e et 10e        |
| Avril 2015     | Rouen Spring Cup              | Rouen          | 10              | 9e               |
| Septembre 2014 | Casque d'Ambiani              | Amiens         | 10              | 10e              |
| Août 2014      | Floorball Inside Summer Tours | Tours          | 6               | 3e               |
| Juillet 2014   | Amsterdamned Floorball Cup    | Amsterdam (NL) | 27 (H) / 10 (F) | 27e (H) / 2e (F) |
| Juillet 2014   | Orleans Floorball Festival    | Orléans        | 14              | 4e et 13e        |
| Septembre 2013 | Tournoi des Impacts de Tours  | Tours          | 5               | Vainqueur        |
| Mars 2013      | Tournoi des Panthères         | Rennes         | 8               | 5e               |
| Octobre 2012   | Open de Nantes                | Nantes         | 6               | Finaliste        |
| Février 2012   | Tournoi des Panthères         | Rennes         | 5               | Vainqueur        |
| Septembre 2011 | Floorball Festival Cologne    | Cologne (GER)  | 16              | 16e              |
| Juin 2011      | Tournoi de la francophonie    | Nantes         | 8               | 5e               |
| Octobre 2010   | Open de Nantes                | Nantes         | 7               | 5e               |
| Octobre 2008   | Open de Nantes                | Nantes         | 4               | Finaliste        |

## Récompenses individuelles
Trophées internes remis depuis l'évolution de l'équipe mixte en championnat de France :
Les meilleurs pointeurs :
| Saison    | No    | Nom                                 | Poste         | MJ    | Points |
| --------- | ----- | ----------------------------------- | ------------- | ----- | ------ |
| 2019-2020 | 20    | Ludovic Cottenot                    | Centre        | 10    | 17     |
| 2018-2019 | 57    | André Ferreira                      | Centre        | 11    | 22     |
| 2017-2018 | 20 63 | Ludovic Cottenot Mathieu Şişu-Lacam | Ailier Centre | 12 14 | 13     |
| 2016-2017 | 15    | Baptiste Cottenot                   | Ailier        | 14    | 13     |
| 2015-2016 | 15    | Nicolas Cabaret                     | Centre        | 12    | 22     |
| 2014-2015 | 15    | Nicolas Cabaret                     | Centre        | 11    | 25     |
| 2013-2014 | 15    | Nicolas Cabaret                     | Ailier        | 10    | 15     |
| 2012-2013 | 43    | Nicolas Cabaret                     | Ailier        | 6     | 6      |
| 2011-2012 | 21    | Jean-Hugues Bonnet                  | Ailier        | 11    | 12     |
| 2010-2011 | 21    | Jean-Hugues Bonnet                  | Centre        | 10    | 5      |
| 2009-2010 | 79    | Laurent Benatier                    | Centre        | 10    | 10     |
| 2008-2009 | 45    | Michaël Meddeb                      | Centre        | 10    | 7      |
| 2007-2008 | 45    | Michaël Meddeb                      | Centre        | 11    | 5      |
| 2006-2007 | 45    | Michaël Meddeb                      | Centre        | 9     | 7      |
| 2005-2006 | 10    | Grégory Morchoisne                  | Centre        | 6     | 5      |

Les meilleurs buteurs :
| Saison    | No    | Nom                                 | Poste            | MJ    | Buts  |
| --------- | ----- | ----------------------------------- | ---------------- | ----- | ----- |
| 2019-2020 | 76    | Jason Bougard                       | Ailier           | 9     | 10    |
| 2018-2019 | 57    | André Ferreira                      | Centre           | 11    | 17    |
| 2017-2018 | 20 63 | Ludovic Cottenot Mathieu Şişu-Lacam | Ailier Centre    | 12 14 | 7     |
| 2016-2017 | 15 7  | Baptiste Cottenot Sylvain Chauveau  | Ailier Centre    | 14 11 | 8 8   |
| 2015-2016 | 15    | Nicolas Cabaret                     | Centre           | 12    | 15    |
| 2014-2015 | 7 14  | Sylvain Chauveau Pierre Duffault    | Ailier Défenseur | 12 12 | 14 14 |
| 2013-2014 | 15    | Nicolas Cabaret                     | Ailier           | 10    | 8     |
| 2013-2014 | 70    | Florian Cabarat                     | Ailier           | 12    | 8     |
| 2012-2013 | 79    | Laurent Benatier                    | Ailier           | 7     | 4     |
| 2011-2012 | 21    | Jean-Hugues Bonnet                  | Ailier           | 11    | 5     |
| 2010-2011 | 21    | Jean-Hugues Bonnet                  | Centre           | 10    | 4     |
| 2009-2010 | 10    | Grégory Morchoisne                  | Centre           | 10    | 6     |
| 2008-2009 | 2     | Nicolas Gabillon                    | Ailier           | 10    | 6     |
| 2007-2008 | 45    | Michaël Meddeb                      | Centre           | 11    | 4     |
| 2006-2007 | 79    | Laurent Benatier                    | Centre           | 9     | 4     |
| 2005-2006 | 10    | Grégory Morchoisne                  | Centre           | 6     | 4     |

Les meilleurs passeurs :
| Saison    | No    | Nom                                 | Poste         | MJ    | Passes |
| --------- | ----- | ----------------------------------- | ------------- | ----- | ------ |
| 2019-2020 | 57    | André Ferreira                      | Centre        | 7     | 8      |
| 2018-2019 | 63    | Mathieu Şişu-Lacam                  | Centre        | 13    | 11     |
| 2017-2018 | 20 63 | Ludovic Cottenot Mathieu Şişu-Lacam | Ailier Centre | 12 14 | 6      |
| 2016-2017 | 63    | Mathieu Şişu-Lacam                  | Centre        | 12    | 8      |
| 2015-2016 | 63    | Mathieu Lacam                       | Centre        | 14    | 11     |
| 2014-2015 | 15 63 | Nicolas Cabaret Mathieu Lacam       | Centre Ailier | 11 12 | 13 13  |
| 2013-2014 | 15    | Nicolas Cabaret                     | Ailier        | 10    | 7      |
| 2012-2013 | 43    | Nicolas Cabaret                     | Ailier        | 6     | 5      |
| 2011-2012 | 21    | Jean-Hugues Bonnet                  | Ailier        | 11    | 7      |
| 2010-2011 | 41    | Vincent Gouillou                    | Ailier        | 10    | 2      |
| 2009-2010 | 79    | Laurent Benatier                    | Centre        | 10    | 6      |
| 2008-2009 | 11    | Anthony Kwan-Chung                  | Centre        | 10    | 4      |
| 2007-2008 | 79    | Laurent Benatier                    | Centre        | 11    | 3      |
| 2006-2007 | 45    | Michaël Meddeb                      | Centre        | 9     | 4      |

## Hall of fame
Joueurs qui ont marqué l'histoire du club :
| No | Nom                | Poste     | Nationalité |
| -- | ------------------ | --------- | ----------- |
| 45 | Michaël Meddeb     | Centre    | France      |
| 21 | Jean-Hughes Bonnet | Centre    | France      |
| 2  | Nicolas Gabillon   | Défenseur | France      |

6 joueurs du CFO ont par ailleurs porté le maillot de l'équipe de France de floorball :
| Sélections | No | Nom                |
| ---------- | -- | ------------------ |
| 9          | 31 | Hélène Coullon     |
| 5          | 2  | Pierre Duffault    |
| 4 (U19)    | 15 | Baptiste Cottenot  |
| 3          | 24 | Jean-Hughes Bonnet |
| 6          | 21 | Auréa Forget       |
| 1          | 24 | Michaël Meddeb     |